# Office Open XML
Office Open XML (Open XML, OOXML), er en åben standard, som består af en specifikation af et filformat til brug for arkivering af elektroniske dokumenter, eksempelvis memoer, rapporter, bøger, regneark og præsentationer.
Office Open XML er en specifikation og ikke et program. Office Open XML specifikationen kan anvendes af alle kontorpakker eller anden software, som understøtter Office Open XML direkte eller ved hjælp af for eksempel en konvertere.
Office Open XML er oprindeligt udviklet af Microsoft på grundlag af det dokumentorienterede sprog XML. Arbejdet omkring udviklingen af et XML-baseret format blev påbegyndt i september 1998.
Den 15. november 2005 overdrog Microsoft Office Open XML specifikationen til den europæiske standardiseringsorganisation ECMA. Specifikationen blev godkendt af Ecma International som ECMA-376 den 8. december 2006.
I perioden fra november 2005 til december 2006 foregik der en behandling af Open XML i ECMA. Behandlingen af Open XML foregår i den periode i ECMA TC45, som pr. december 2007 består af følgende: Apple, Barclays Capital, BP, British Library, Essilor, The Gnome Foundation, Intel, The US Library of Congress, Microsoft, NextPage, Novell, Statoil og Toshiba.
I december 2006 offentliggjorde ECMA, at Open XML specifikationen var blevet lagt videre over til godkendelse hos ISO/IEC, hvor specifikationen har fået benævnelsen ISO/IEC DIS29500. ISO/IEC bekendtgjorde i april 2008 at Office Open XML var blevet ratificeret (godkendt) som ISO/IEC standard og fremover, i ISO regi, benævnes IS29500.
Office Open XML kom i henhold til ISO's fast-track proces igennem tre afstemninger. Den første afstemning skete i februar 2007 og handlede om accept af Office Open XML på ISO/IEC fast-track sporet. Denne afstemning faldt ud til Office Open XML's fordel og betød at processen kunne kører videre til en egentlig ISO/IEC behandling af af Office Open XML. Ved den anden afstemning, den 2. september 2007, nåede Office Open XML ikke tilstrækkelig med stemmer til at blive endeligt godkendt, men nåede stemmer nok til at processen kunne fortsætte med en periode med yderligere behandling af de kommentarer som blev sendt ind fra en lang række lande, her i blandt Danmark, i forbindelse med afstemningen.
Dansk Standard stemte på vegne af Danmark ”nej med kommentarer” den 2. september 2007. Dog meddelte Dansk Standard, i den forbindelse, at Dansk Standard agter at ændre sin stemme såfremt en række punkter adresseres tilfredsstillende, som led i den videre behandling af Office Open XML i ISO/IEC.
Som en del af denne behandling skal de lande som afgav en stemme den 2. september 2007, mødes i Geneve den 25. – 29. februar 2008. Den endelige afgørelse faldt den 29. marts 2008 da alle de landene, som havde indgivet stemme i september 2007, indgav deres endelige stemme til ISO/IEC. Danmark har en af de lande som ved afstemningen den 29. marts 2009 valgte at ændre sin stemme til et Ja.
I henhold til det danske folketings beslutningsforslag B103 skal offentlige myndigheder i Danmark per 1. januar 2008 kunne modtage dokumenter fra borgere, virksomheder og andre myndigheder baseret på de åbne dokumentformater Office Open XML og ODF. Beslutningen reevalueres i løbet af 2009.